# Ermita de San Pelayo y San Isidoro
La iglesia o ermita de San Pelayo y San Isidoro fue un templo católico de origen medieval, de estilo románico edificada en la ciudad española de Ávila. Fue construida extramuros, frente a la puerta de la Malaventura en el paño sur de la muralla, hacia el oeste. En su recuerdo queda un espacio conocido como Atrio de San Isidro. Tras la desamortización fue llevada a Madrid donde tuvo diferentes emplazamientos. Sus restos ruinosos encontraron finalmente acomodo en El Retiro.

## Historia

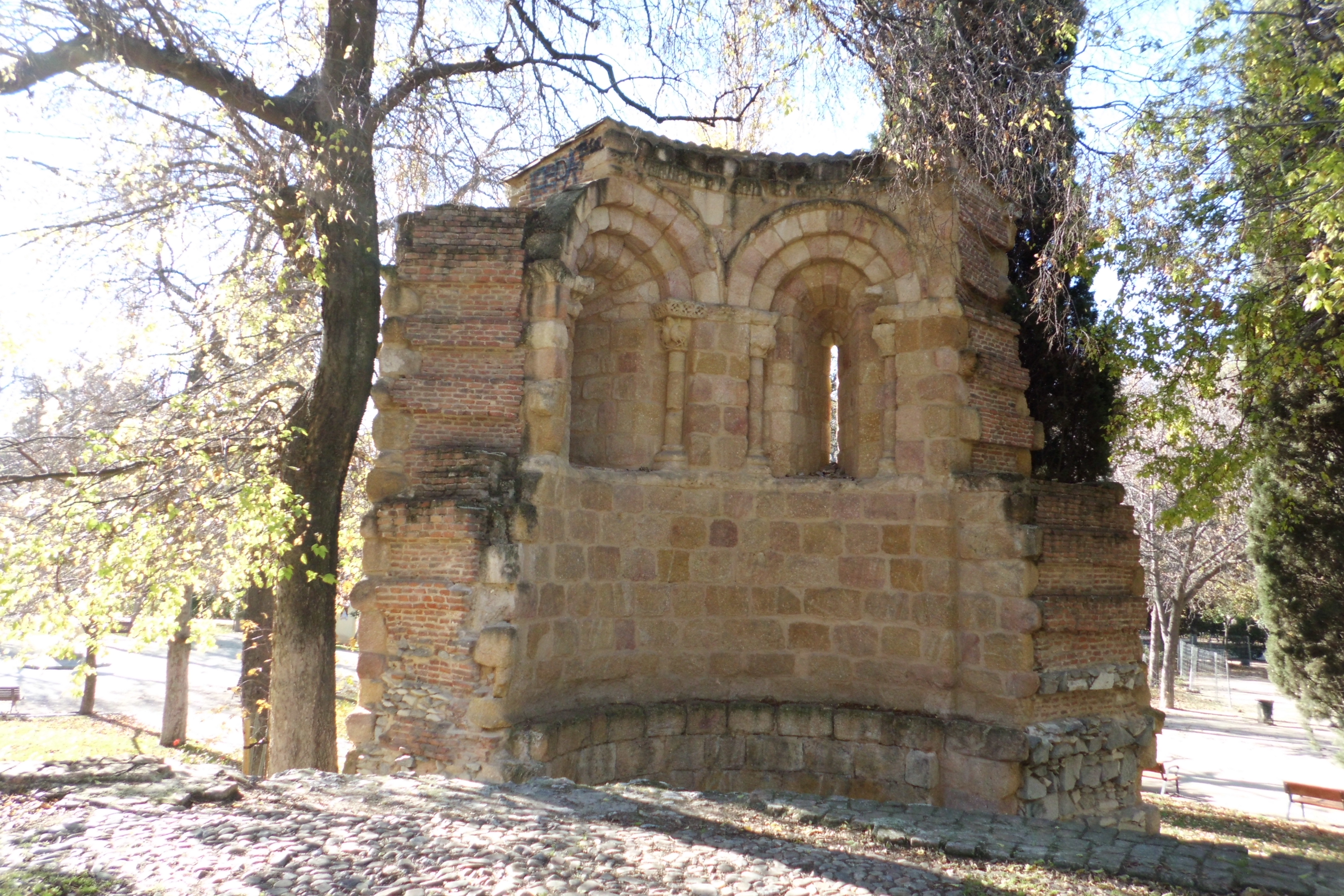
Ruinas del ábside

Su primera advocación fue al niño mártir cordobés, Pelayo, y así se cita en un documento de 1250 donde se dice que estaba exenta de contribución. Por otra parte se conoce el texto de consagración labrado en una lápida y fechado en 1270.

In honores S Marial, Deo Christi, Pelagio ipso me Petro Abulense quedámo; varones vere Christiani confirmavit, atq; consecravit Ecclessimq, reducta es Isidorum, Chalendis nobembris, Era 1270, año 1232. Et in honores divi Marial, fecit consecrare hanc Ecclesiam cuis animae Requiescat impace, Amen.

Los historiadores que han estudiado esta lápida suponen que tal vez se refiere a una segunda consagración de la iglesia, cuando se cambia la dedicación de San Pelayo por San Isidoro. Después de esto ya no han salido a la luz más documentos que puedan informar sobre el desarrollo y evolución del pequeño templo hasta el siglo XIX, gracias al libro de la Cofradía de San Isidro que fue descubierto en la sacristía de la iglesia de San Nicolás de Ávila.
También se conocen a través de los documentos de los archivos de Ávila, de la Academia de Bellas Artes y del Archivo General de la Administración de Alcalá de Henares, las circunstancias de su traslado a Madrid tras la Desamortización.

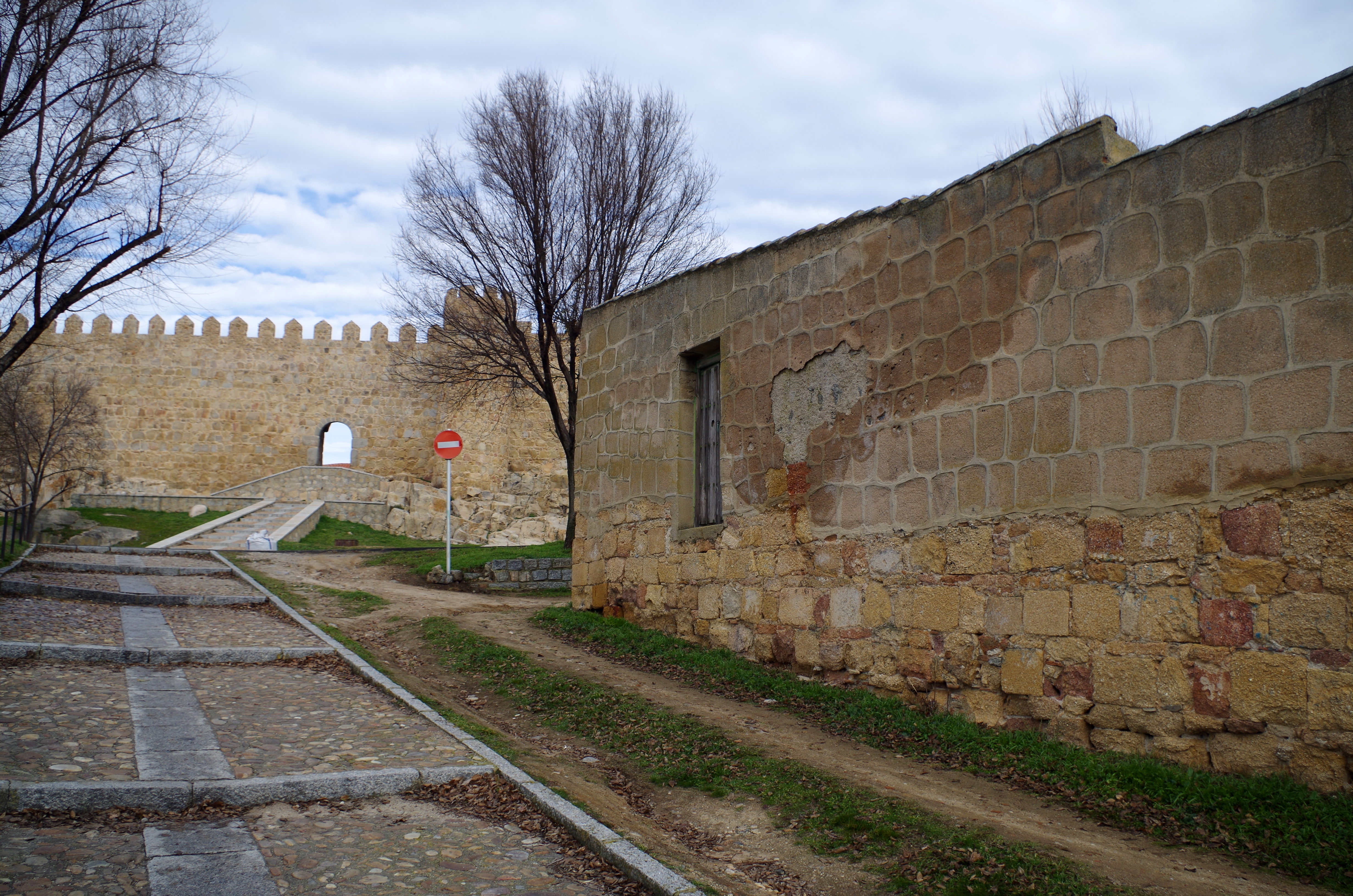
Sillares que quedaron in situ tras el desmonte de la ermita en Ávila

### Desamortización y desmonte
En el siglo XIX la iglesia pertenecía a la Asociación de Labradores; debió ser entonces cuando cambió su advocación por la de San Isidro. Hacia 1854 el edificio se hallaba muy deteriorado y el Ayuntamiento ordenó a la Asociación su derribo. A su vez la Asociación ofreció el templo al Ayuntamiento pero no fue aceptado así que se dispusieron a realizar las obras de derribo requeridas. Pero transcurrieron unos años sin que se hiciese nada hasta que en 1876 el Estado aplicó la ley de desamortización, derribándolo en 1877 para vender los restos del desmonte a gente particular. Así fue como un vecino de Ávila compró la mayor parte de los sillares; Emiliano Rotondo Nicolau —ingeniero y empresario con aficiones de arqueólogo, residente en Madrid— compró el resto de los sillares y los elementos arquitectónicos. Tras un fallido intento de venderlo al Ayuntamiento de San Sebastián, Rotondo Nicolau pudo vender las ruinas a la Real Academia de la Historia en 1893. La nueva ubicación de la iglesia fue en los jardines del Museo Arqueológico y su destino sería, además de mostrarla como reliquia del románico, utilizarla como capilla en la que se diría misa con el rito mozárabe todos los domingos.

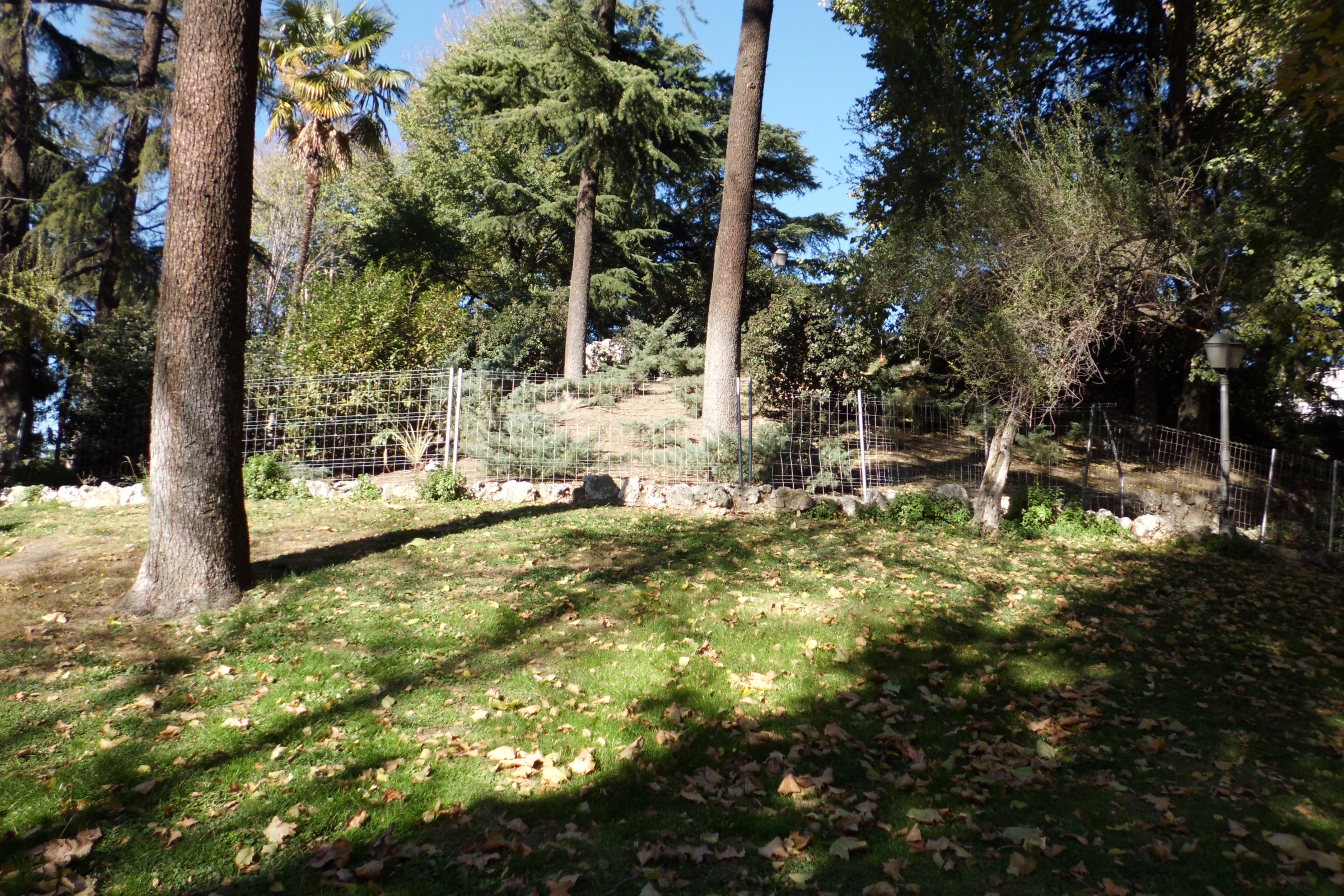
Entorno de la ermita; vista de la Montaña artificial desde las ruinas.

Pero todo quedó en un proyecto hasta que Cánovas del Castillo en 1896 se interesó por el monumento y el museo lo cedió al Ayuntamiento de Madrid. El 9 de marzo, el Ayuntamiento de Mrid, ordenó su traslado a los jardines de El Retiro bajo la supervisión y proyecto del arquitecto Ricardo Velázquez Bosco. El enclave, junto al cruce de O'Donnell con Menéndez Pelayo, muy cerca de la Montaña Artificial, es agradable, rodeado de vegetación y árboles centenarios y podrían haber sido unas ruinas al gusto romántico, pero el edificio sufrió un nuevo olvido y abandono. Finalmente a comienzos del siglo XXI el Ayuntamiento madrileño mandó adecentar el lugar recuperando piedras, capiteles, fustes, cornisas, etc. que estaban desperdigados por el entorno.

## Descripción del edificio

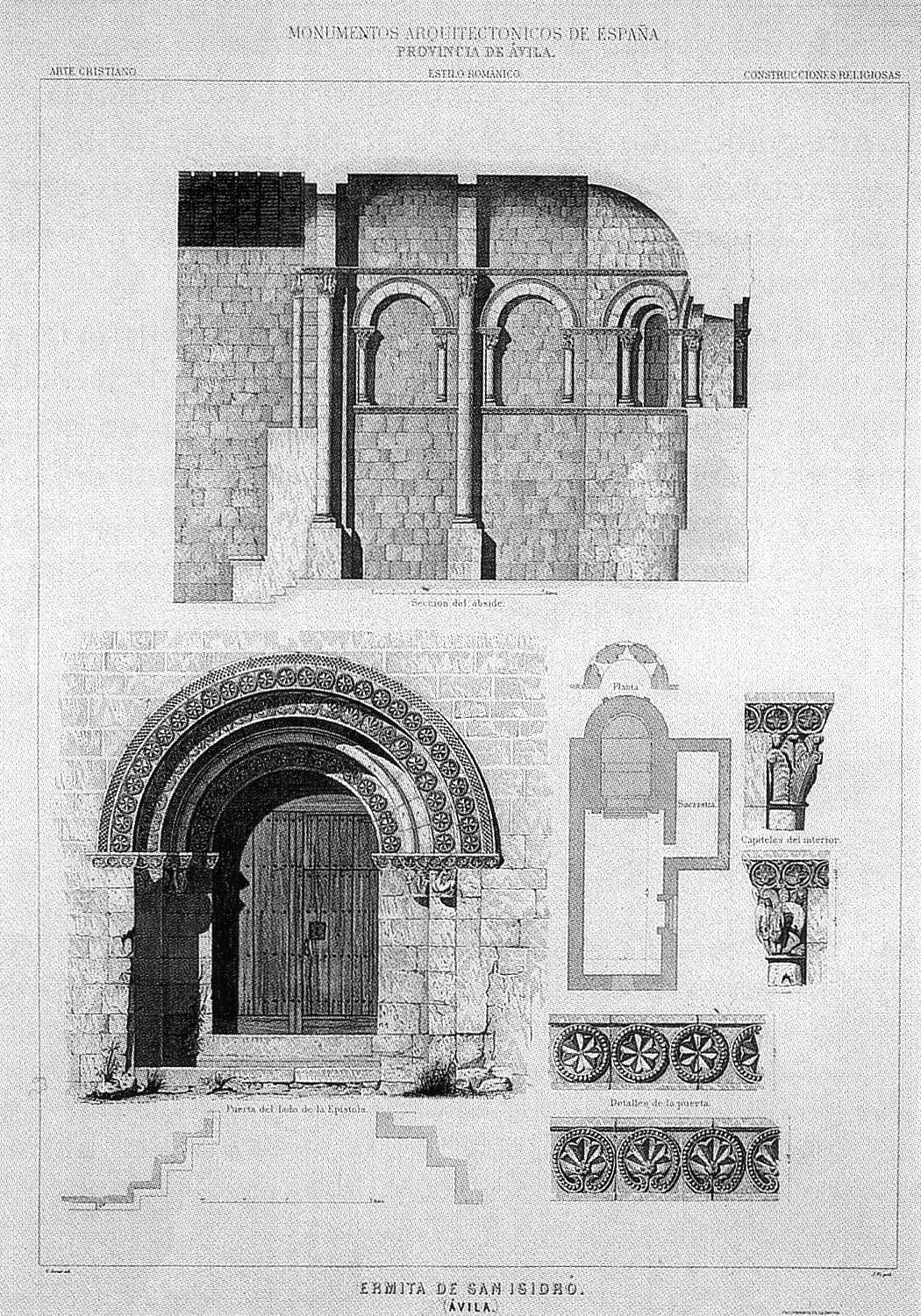
Dibujo de Francisco Aznar en la obra Monumentos arquitectónicos de España, 1856-1882.

La ermita fue realizada en sillares escuadrados de piedra caliza. Fue un templo de nave única con cubierta de madera. La cabecera era semicircular con bóveda de horno, y tramo recto con bóveda de cañón a su vez dividido en dos partes. Tanto la estructura arquitectónica de la cabecera como los motivos decorativos que se aprecian en los dibujos de Van den Wyngaerde, Repullés y Francisco Aznar relacionan este edificio con San Vicente, San Pedro y San Andrés de Ávila, por lo que la fecha de construcción puede aproximarse a la de aquellos templos, a mediados del siglo XII.
En la única nave se abrían dos puertas, una al sur y otra a poniente (puerta de los pies); quedan los restos de una de las dos en los que se pueden apreciar las tres arquivoltas de medio punto que apoyan en los ábacos unidos a modo de imposta. Aunque casi no se nota, esta imposta está labrada con rosas de cuatro pétalos inscritas en círculos. Las mismas rosetas formaron la decoración labrada de las arquivoltas; todavía se puede adivinar su traza. Los capiteles tuvieron una decoración zoomorfa y vegetal. A pesar del deterioro todavía se pueden apreciar los de hojas de acanto.
En el ábside se abrían tres ventanas de medio punto con arquivolta y chambrana. Quedan dos como testimonio y en ellas se puede distinguir el abocinamiento profundo que termina en estrecha saetera. Las arquivoltas se apoyan sobre ábacos y capiteles que estaban decorados con hojas y pájaros con el pico entre las patas, igual que los que se pueden ver en la iglesia de San Andrés de Ávila. Según los dibujos conservados, en el tramo recto había arcos ciegos de un solo arco cuyos capiteles estaban decorados con temas vegetales, leones y aves. El estudio de esta decoración ha hecho pensar en los talleres que labraron San Pedro y San Vicente y las portadas de San Andrés.

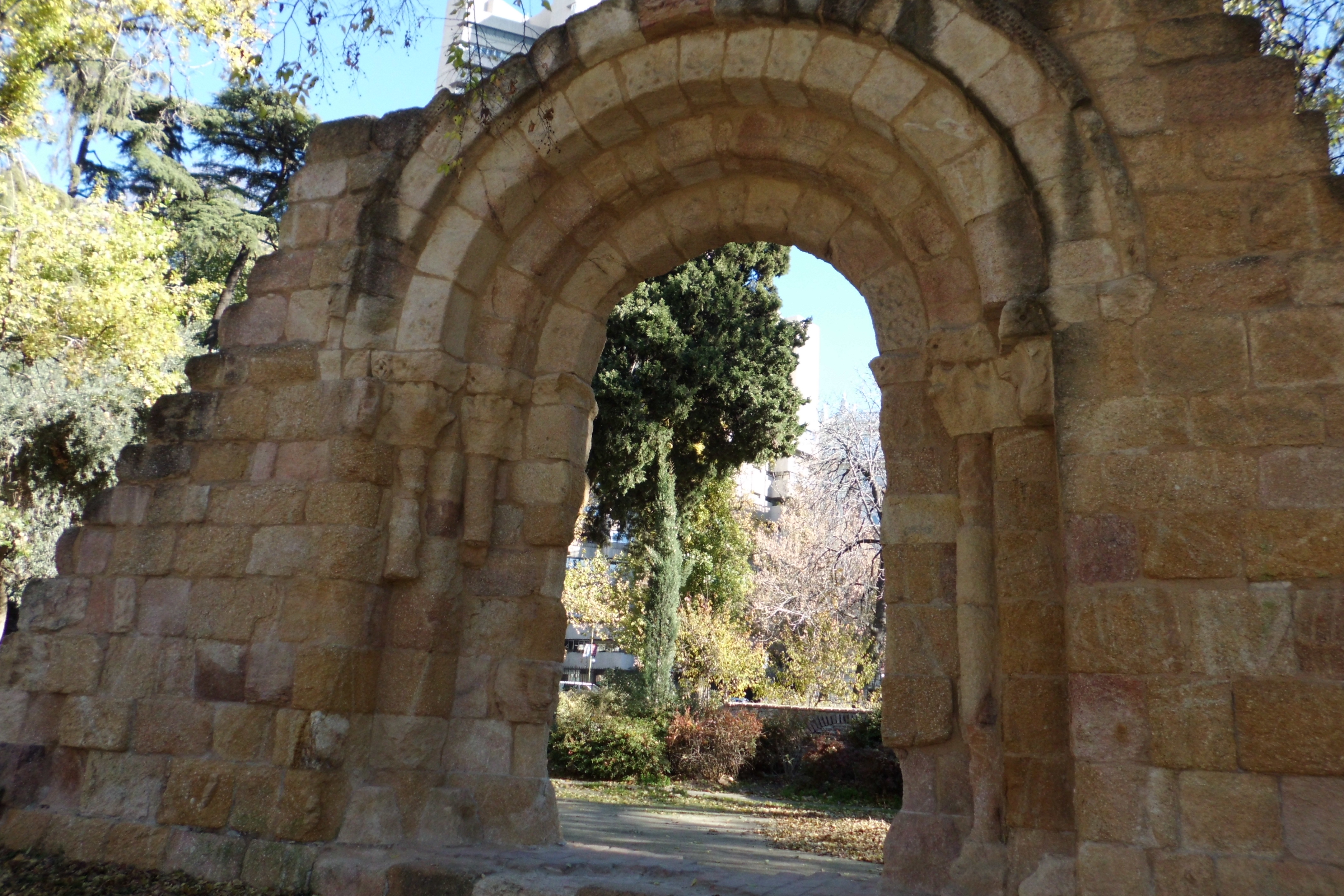
Puerta románica
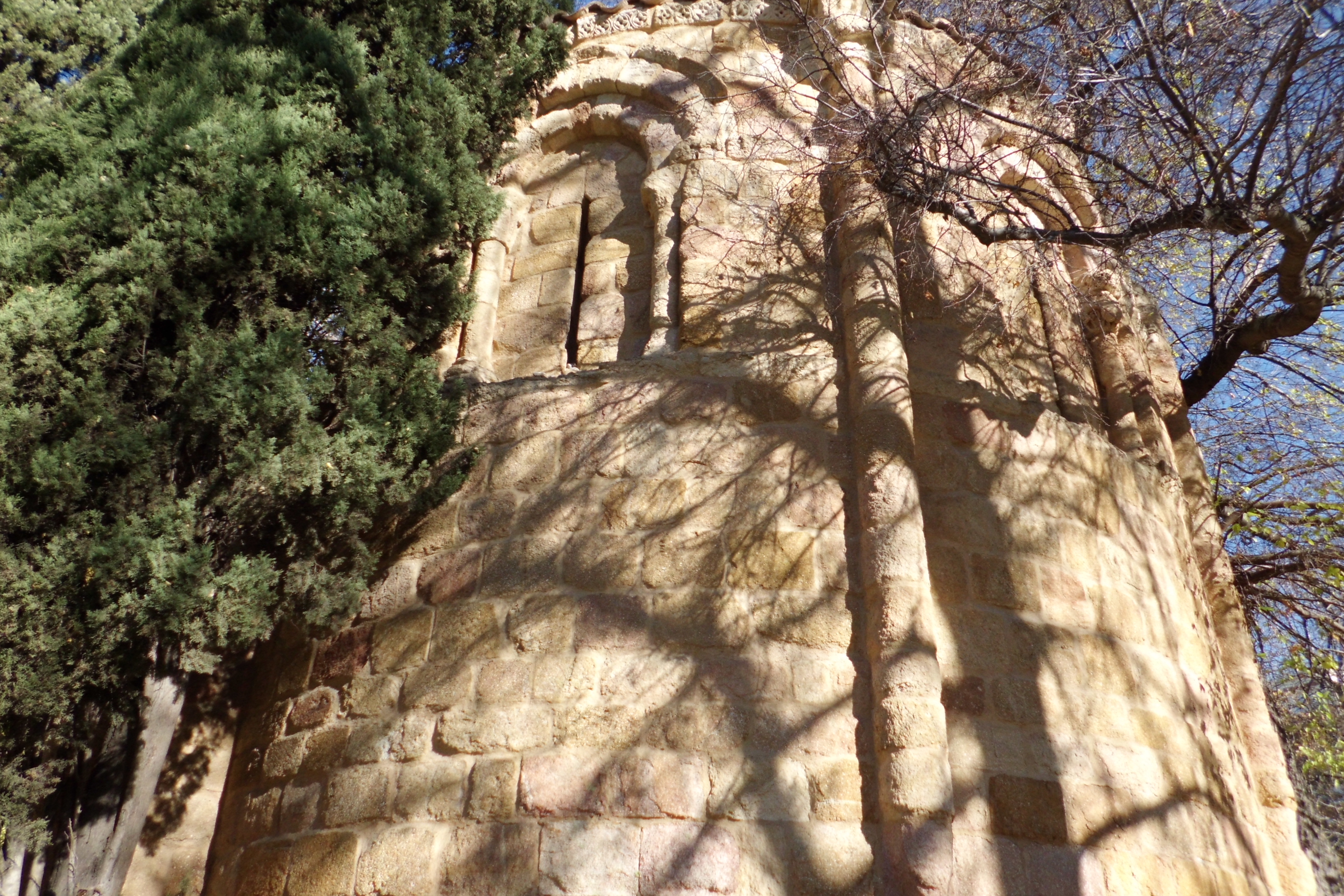
Exterior del ábside
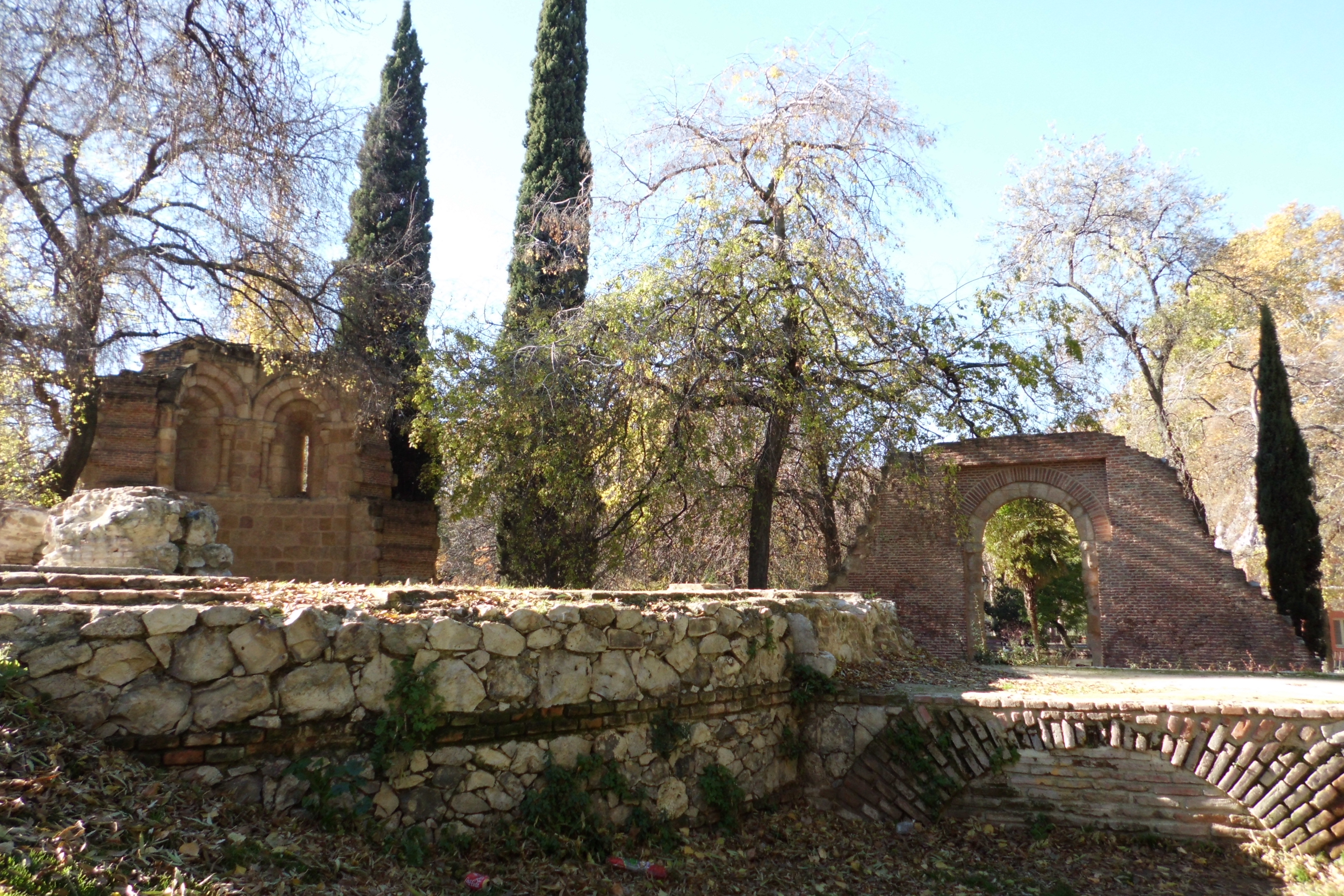
Ruinas por doquier
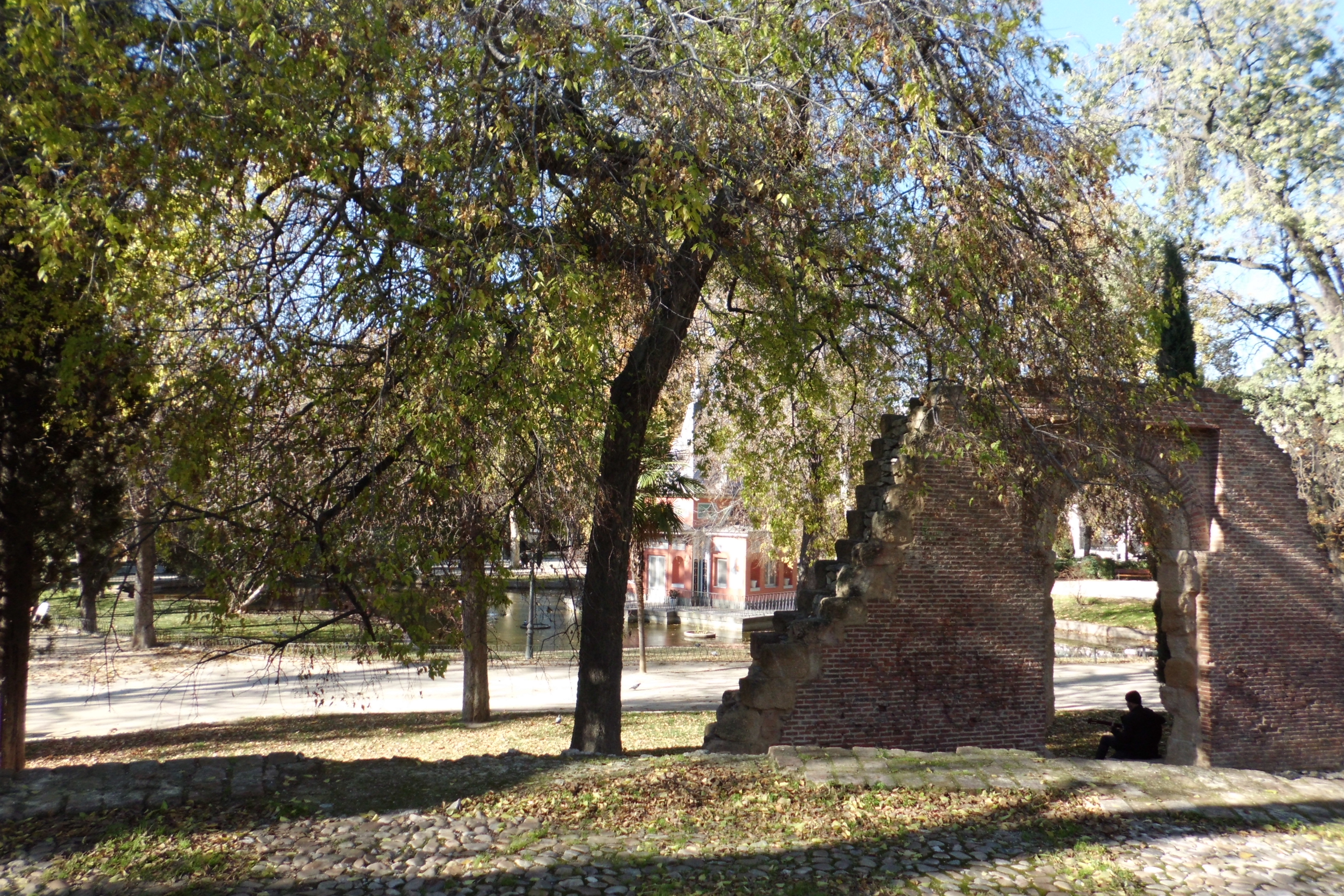
Parte interior de la puerta; al fondo, la Casa del Pescador